# Anne Shirley
Dawn Evelyeen (Evelyn) Paris, bekend onder de artiestennaam Anne Shirley (New York, 17 april 1918 — Los Angeles, 4 juli 1993) was een Amerikaans actrice en kindster.
Shirley werd als kind bekend onder de naam Dawn O'Day. Ze maakte haar filmdebuut in 1922 en vervulde bijrollen in verscheidene stomme films. Aan het begin van de jaren 30 had ze ook bijrollen in verschillende memorabele films, waaronder So Big! (1932) en Three on a Match (1932). Haar grote doorbraak volgde in 1934, toen ze de hoofdrol Anne Shirley speelde in Anne of Green Gables. Het werd een enorm succes en Shirley besloot haar artiestennaam uit haar personage te ontlenen.
Hoewel Shirley nu bekend was onder het publiek, kreeg ze hierna enkel hoofdrollen aangeboden in B-films, zoals Chasing Yesterday (1935), Chatterbox (1936) en M'Liss (1936). In 1937 was ze te zien als de dochter van Barbara Stanwyck in Stella Dallas. De film werd een enorm succes en Shirley werd geprezen om haar acteerprestaties. Ze werd genomineerd voor een Academy Award voor Beste Vrouwelijke Bijrol, maar verloor deze van Alice Brady voor haar rol in In Old Chicago (1937). Ze trouwde in datzelfde jaar met acteur John Payne, met wie ze een dochter kreeg. Ze scheidden in 1943.
Shirley was in haar carrière voornamelijk in B-films te zien. Ze behaalde na het succes van Stella Dallas nog enkele mijlpalen, zoals haar rollen in de films Vigil in the Night (1940), Anne of Windy Poplars (1940), The Devil and Daniel Webster (1941) en Murder, My Sweet (1944). Ze ging in 1944 echter met pensioen.
Shirley stierf op 75-jarige leeftijd aan longkanker. Voor haar bijdragen aan de film werd ze vereeuwigd met een ster op de Hollywood Walk of Fame.

## Filmografie (selectie)
- Anne of Green Gables (1934)
- Chasing Yesterday (1935)
- Steamboat Round the Bend (1935)
- Chatterbox (1936)
- Stella Dallas (1937)
- Meet the Missus (1937)
- A Man to Remember (1938)
- Boy Slaves (1939)
- Sorority House (1939)
- Vigil in the Night (1940)
- Saturday's Children (1940)
- Anne of Windy Poplars (1940)
- West Point Widow (1941)
- The Powers Girl (1943)
- Government Girl (1943)
- Murder, My Sweet (1944)

- Bibsys: 8400
- Biblioteca Nacional de España: XX1640443
- Bibliothèque nationale de France: cb140439044 (data)
- Gemeinsame Normdatei: 140505024
- International Standard Name Identifier: 0000 0001 2130 5696
- Library of Congress Control Number: n87896378
- Nationale Bibliotheek van Tsjechië: xx0180569
- Nationale Bibliotheek van Israël: 987007429858305171
- SNAC: w69p3f58
- Système universitaire de documentation: 077107233
- Virtual International Authority File: 44500951
- WorldCat: E39PBJqBmym98mybTdycghCCwC